# Listă de filme de groază din 1998
Aceasta este o listă de filme de groază din 1998.
| Titlu                                    | Regizor                     | Distribuție                                                                | Țara                                                                                           | Note                 |
| ---------------------------------------- | --------------------------- | -------------------------------------------------------------------------- | ---------------------------------------------------------------------------------------------- | -------------------- |
| Apt Pupil                                | Bryan Singer                | Ian McKellen, Brad Renfro, Bruce Davison                                   | Statele Unite ale Americii                                                                     | [ 1 ]                |
| Bride of Chucky                          | Ronny Yu                    | Jennifer Tilly, Katherine Heigl, Nick Stabile                              | Statele Unite ale Americii                                                                     | [ 2 ]                |
| Carnival of Souls                        | Adam Grossman, Ian Kessner  | Larry Miller, Shawnee Smith, Bobbie Phillips                               | Statele Unite ale Americii                                                                     | Film remake          |
| Children of the Corn V: Fields of Terror | Ethan Wiley                 | Stacy Galina, Alexis Arquette, Eva Mendes                                  | Statele Unite ale Americii                                                                     | Direct-to-video      |
| The Clown at Midnight                    | Jean Pellerin               | Christopher Plummer, Margot Kidder, Melissa Galianos                       | Canada                                                                                         | [ 5 ]                |
| Club Vampire                             |                             |                                                                            | Statele Unite ale Americii                                                                     | [ 6 ]                |
| Curse of the Puppet Master               | Victoria Sloan              | George Peck, Emily Harrison, Marc Newburger                                | Statele Unite ale Americii                                                                     | [ 7 ]                |
| Deep Rising                              | Stephen Sommers             | Treat Williams, Famke Janssen, Anthony Heald                               | Statele Unite ale Americii                                                                     | [ 8 ]                |
| The Dentist 2                            | Brian Yuzna                 | Corbin Bernsen, Jillian McWhirter, Linda Hoffman                           | Statele Unite ale Americii                                                                     | [ 9 ]                |
| Die Hard Dracula                         | Peter Horak                 | Bruce Glover, Denny Sachen                                                 | Statele Unite ale Americii                                                                     | [ 10 ]               |
| Dream House                              | Graeme Campbell             | Timothy Busfield                                                           | Statele Unite ale Americii                                                                     | Television film      |
| The Faculty                              | Robert Rodriguez            | Clea Duvall, Josh Hartnett, Elijah Wood                                    | Statele Unite ale Americii                                                                     | [ 12 ]               |
| Fantom Kiler                             | Roman Nowicki               | Eliza Borecka, Andrej Jass, Magda Szymborska                               | Polonia                                                                                        |                      |
| Frankenstein Reborn!                     | Julian Breen                | Jaason Simmons, Roxana Papa, Oana Stefanescu                               | Statele Unite ale Americii                                                                     | [ 13 ]               |
| Halloween H20: 20 Years Later            | Steve Miner                 | Jamie Lee Curtis, Adam Arkin, Josh Hartnett                                | Statele Unite ale Americii                                                                     | [ 14 ]               |
| Hollywood Mortuary                       | Ron Ford                    | Denice Stradling, Anita Page, David DeCoteau                               | Statele Unite ale Americii                                                                     | [ 15 ]               |
| I Still Know What You Did Last Summer    | Danny Cannon                | Jennifer Love Hewitt, Freddie Prinze, Jr., Brandy                          | Statele Unite ale Americii                                                                     | [ 16 ]               |
| I've Been Waiting for You                | Christopher Leitch          | Sarah Chalke, Markie Post, Soleil Moon Frye                                | Statele Unite ale Americii                                                                     | Television film      |
| The Killer Eye                           | Richard Chasen              | Jacqueline Lovell, Costas Koromilas, Nanette Bianchi                       | Statele Unite ale Americii                                                                     | [ 18 ]               |
| Knocking on Death's Door                 | Mitch Marcus                |                                                                            | Statele Unite ale Americii                                                                     | [ 19 ]               |
| The Last Broadcast                       | Stefan Avalos, Lance Weiler | David Beard, Faith Weiler, Michele Pulaski                                 | Statele Unite ale Americii                                                                     | [ 20 ]               |
| Modern Vampires                          | Richard Elfman              | Casper Van Dien, Natasha Gregson Wagner, Rod Steiger                       | Statele Unite ale Americii                                                                     | [ 21 ]               |
| The Mutilation Man                       | Andrew Coop                 | Jollie Scott, Jim Van Bebber, Kristy Bowersock                             | Statele Unite ale Americii                                                                     |                      |
| Nightworld: Lost Souls                   | Jeff Woolnough              | John Savage, Barbara Sukowa, Richard Lintern                               | Canada · Luxemburg                                                                             | [ 22 ]               |
| Phantasm IV: Oblivion                    | Don Coscarelli              | Reggie Bannister, Michael Baldwin, Bill Thornbury                          | Statele Unite ale Americii                                                                     | [ 23 ]               |
| The Phantom of the Opera                 | Dario Argento               | Andrea Di Stefano, Asia Argento, Julian Sands                              | Ungaria · Italia                                                                               | [ 24 ]               |
| The Prophecy II                          | Greg Spence                 | Christopher Walken, Brittany Murphy, Jennifer Beals                        | Statele Unite ale Americii                                                                     | Direct-to-video      |
| Psycho                                   | Gus Van Sant                | Vince Vaughn, Anne Heche, Julianne Moore                                   | Statele Unite ale Americii                                                                     | Slasher film, remake |
| Rasen                                    | Jôji Iida                   | Kôichi Satô, Miki Nakatani, Daisuke Ban                                    | Japonia                                                                                        | [ 27 ]               |
| Razor Blade Smile                        | Jake West                   | Eileen Daly, David Warbeck, Heidi James                                    | Regatul Unit al Marii Britanii și al Irlandei de Nord                                          | [ 28 ]               |
| Ring                                     | Hideo Nakata                | Nanako Matsushima, Hiroyuki Sanada, Miki Nakatani                          | Japonia                                                                                        | [ 29 ]               |
| Scrapbook                                | Eric Stanze                 | Angelina Sanderson, Sam Maiden Jr., Emily Haack                            | Statele Unite ale Americii                                                                     |                      |
| Shadow Builder                           | Jamie Dixon                 | Michael Rooker, Tony Todd                                                  | Canada                                                                                         | [ 30 ]               |
| Shrieker                                 | Victoria Sloan              | Tanya Dempsey, Parry Shen, Jenya Lano                                      | Statele Unite ale Americii                                                                     |                      |
| Sometimes They Come Back... for More     | Daniel Zelik Berk           | Clayton Rohner, Damian Chapa, Jennifer O'Dell                              | Statele Unite ale Americii                                                                     | [ 31 ]               |
| Strangeland                              | John Pieplow                | Dee Snider, Kevin Gage, Brett Harrelson                                    | Statele Unite ale Americii                                                                     | [ 32 ]               |
| Tale of the Mummy                        | Russell Mulcahy             | Jason Scott Lee, Louise Lombard, Sean Pertwee                              | Luxemburg · Regatul Unit al Marii Britanii și al Irlandei de Nord · Statele Unite ale Americii |                      |
| Talisman                                 | Victoria Sloan              | Ilinca Goia, Mircea Caraman, Oana Stefanescu                               | Statele Unite ale Americii                                                                     | [ 33 ]               |
| Trance                                   | Michael Almereyda           | Rachel O'Rourke, Christopher Walken, Lois Smith                            | Statele Unite ale Americii                                                                     |                      |
| Troublesome Night 3                      | Herman Yau                  | Louis Koo, Simon Lui, Vincent Kok, Lee Kin-Yan, Lee Lik-Chi                | Hong Kong                                                                                      |                      |
| Troublesome Night 4                      | Herman Yau                  | Pauline Suen, Simon Lui, Louis Koo, Cheung Tat-Ming, Wayne Lai             | Hong Kong                                                                                      |                      |
| The Untold Story 2                       | Andy Ng Yiu Kuen            | Pauline Suen, Anthony Wong Chau Sang, Emotion Cheung Kam Ching, Yeung Faan | Republica Populară Chineză                                                                     |                      |
| Urban Legend                             | Jamie Blanks                | Jared Leto, Alicia Witt, Rebecca Gayheart                                  | Statele Unite ale Americii                                                                     | [ 34 ]               |
| Vampires                                 | John Carpenter              | James Woods, Daniel Baldwin, Sheryl Lee                                    | Statele Unite ale Americii                                                                     | [ 35 ]               |
| Whispering Corridors                     | Park Ki-Yong                | Lee Mi-Yun, Park Yong-Su, Lee Yong-Nyuh                                    | Japonia · Coreea de Sud                                                                        | [ 36 ]               |